# Windows 10
Windows 10 este un sistem de operare pentru computere personale dezvoltat de Microsoft ca parte a familiei de sisteme de operare Windows NT. A fost anunțat în septembrie 2014, urmat de o scurtă demonstrație la conferința Build. Prima versiune a sistemului de operare a intrat în procesul de testare beta publică la 1 octombrie 2014, versiunea finală fiind lansată în mod oficial pe 29 iulie 2015.
Windows 10 a introdus aplicațiile universale, acestea fiind proiectate să ruleze pe mai multe dispozitive din familia Microsoft, cu un cod aproape identic, incluzând computere personale, tablete, smartphone-uri, sisteme înglobate, Xbox One, Surface Hub și Windows Holographic. Interfața Windows a fost revizuită pentru a ușura tranziția dintre o interfață adaptată pentru mouse și o interfață adaptată pentru touchscreen, bazate pe dispozitivele de intrare disponibile —‌ în special la PC-urile 2-în-1. Ambele interfețe includ meniul Start ce încorporează atât elemente din meniul Start din Windows 7, cât și din Windows 8.1. Prima versiune de Windows 10 a mai introdus o caracteristică pentru a administra ferestrele și desktop-urile virtuale numită Timeline, browserul Microsoft Edge, suport pentru autentificarea cu amprentă sau prin recunoașterea facială (Windows Hello), noi caracteristici de securitate pentru sistemele enterprise, DirectX 12 și WDDM 2.0, acestea îmbunătățind capabilitățile de grafică ale sistemului de operare pentru jocuri și programe de editare foto și video.
Microsoft descrie Windows 10 ca fiind un „sistem de operare livrat ca serviciu”, ce va primi în continuare actualizări ale caracteristicilor și funcționalității sale, cu abilitatea sistemelor enterprise de a primi actualizări ce nu sunt urgente mai încet, sau să folosească suportul pe termen lung pentru a primi doar actualizări urgente, cum ar fi patch-uri de securitate, pe perioada de 5 ani în care este valabil suportul mainstream. Terry Myerson, vice-președintele executiv al Microsoft Windows și al grupului de dispozitive Microsoft, a argumentat că scopul acestui model este de a reduce fragmentarea platformei Windows, Microsoft stabilindu-și atunci scopul ca Windows 10 să fie instalat pe 1 miliard de dispozitive în 2-3 ani de la lansare.
Windows 10 a primit în mare parte recenzii pozitive, odată cu lansarea originală în iulie 2015. Criticii au apreciat decizia Microsoft de a dezactiva unele elemente de interfață din Windows 8.1 (incluzând aplicațiile pe ecran complet și meniul Start în interfața non-tactilă), pentru a oferi o interfață adaptată computerelor desktop, în linie cu vechiile versiuni de Windows. Totuși, noua interfață pentru ecrane tactile din Windows 10 a fost criticată pentru eliminarea unor caracteristici ale celei din Windows 8.1. Criticii au mai apreciat îmbunătățirea aplicațiilor din Windows 10 față de cele din 8.1, integrarea Xbox Live, precum și funcționalitatea și capabilitățile asistentului personal Cortana și înlocuirea browserului Internet Explorer cu Microsoft Edge.
De asemenea, unii critici au caracterizat lansarea inițială a Windows 10 în iulie 2015 ca fiind grăbită, menționând starea incompletă a unor aplicații incluse cu sistemul de operare (cum ar fi browserul Microsoft Edge), precum și stabilitatea sistemului propriu-zis la lansare. Windows 10 a mai fost criticat pentru limitarea modului în care utilizatorii îl pot opera, cum ar fi controlul limitat asupra instalării actualizărilor pe ediția Home (orientată pentru consumatori), comparativ cu versiunile precedente. În urma criticilor, Microsoft a introdus în versiunea 1903 mai multe opțiuni de instalare a actualizărilor pentru utliizatorii ediției Home. Au mai apărut și alte reacții negative în mediul online legate de confidențialitate, de setările implicite ale sistemului de operare și de anumite caracteristici care necesită transmiterea unor date de utilizare către Microsoft, pentru îmbunătățirea sistemului de operare, deși aceste date erau transmise și în Windows 8.1. Odată cu actualizarea 1803, Microsoft a făcut mai clară experiența de alegere a opțiunilor de confidențialitate la prima pornire a sistemului. Microsoft a mai fost criticat pentru modul în care a distribuit Windows 10 utilizatorilor versiunilor anterioare de Windows, ce includea descărcarea automată a unor fișiere de instalare pe computere, afișarea unor meniuri pop-up ce promovau upgrade-ul sau inițierea procesului de instalare în mod automat, fără alegerea utilizatorilor.
Numărul utilizatorilor de Windows 10 este în creștere, cota versiunilor mai vechi de Windows scăzând, lucru măsurat de traficul web. Conform datelor din iunie 2016, sistemul de operare rulează pe 350 milioane de dispozitive active, și are o cotă de utilizare estimată pe computere personale de 22% și 12% pe toate platformele (computere personale, tablete, smartphone-uri și console de jocuri).

## Dezvoltare
La conferința Microsoft Worldwide Partner din 2011, Andrew Lees, șeful tehnologiilor mobile Microsoft, a spus că compania intenționează să aibă un singur ecosistem software pentru PC-uri, telefoane, tablete și alte dispozitive: „Nu vom avea un ecosistem pentru PC-uri, și unul pentru telefoane și unul pentru tablete‍ - „Vor veni împreună”. 
În decembrie 2013, scriitorul de tehnologie Mary Jo Foley a raportat că Microsoft lucra la o actualizare a Windows 8 denumită în cod „Threshold”, după o planetă din franciza sa Halo.  Similar cu „Blue” (care a devenit Windows 8.1),  Foley a descris Threshold, nu ca un sistem de operare unic, ci ca un „val de sisteme de operare” pe mai multe platforme și servicii Microsoft, citând surse Microsoft, programate pentru al doilea trimestru al anului 2015. Ea a mai declarat că unul dintre obiectivele pentru Threshold a fost crearea unei platforme de aplicații unificate și a unui set de instrumente de dezvoltare pentru Windows, Windows Phone și Xbox One (care utilizează toate un kernel Windows NT similar, că la lansare era singurul nucleu al Windows 10; a revendicat deja un model de nucleu hibrid , înainte de adăugarea nucleului Linux într-o actualizare ulterioară a Windows 10, care altfel este un nucleu monolitic). 
La Conferința Build din aprilie 2014, Terry Myerson de la Microsoft a dezvăluit o versiune actualizată a Windows 8.1 (versiunea 9697) care a adăugat capacitatea de a rula aplicații Windows Store în ferestrele desktop și un meniu Start mai tradițional în locul ecranului Start văzut în Windows 8 Noul meniu Start are loc după proiectarea Windows 7 utilizând doar o porțiune a ecranului și incluzând o listă de aplicații în stil Windows 7 în prima coloană. A doua coloană afișează plăci de aplicații în stil Windows 8. Myerson a spus că aceste schimbări vor avea loc într-o viitoare actualizare, dar nu a explicat. Microsoft a dezvăluit, de asemenea, conceptul de „aplicație Windows universală”, permițând aplicațiilor Windows Store create pentru Windows 8.1 să fie portate pe Windows Phone 8.1 și Xbox One în timp ce partajează o bază de cod comună, cu o interfață concepută pentru diferiți factori de formă a dispozitivului și permițând utilizatorului date și licențe pentru ca o aplicație să fie partajată între mai multe platforme. Windows Phone 8.1 ar partaja aproape 90% din API-urile Windows Runtime obișnuite cu Windows 8.1 pe PC-uri. 
Capturile de ecran ale unei versiuni Windows pretinse a fi Prag au fost difuzate în iulie 2014, prezentând meniul Start prezentat anterior și aplicațiile Windows Store cu ferestre,  urmate de o captură de ecran suplimentară a unei versiuni care se identifică ca „Windows Technical Preview”, numerotată 9834, în septembrie 2014, afișând un nou sistem de desktop virtual, un centru de notificare și o nouă pictogramă File Explorer. 

### Anunț
„Windows 9” redirecționează aici. Pentru versiunile Windows produse din 1995 până în 2000, consultați Windows 9x.
La 30 septembrie 2014, Microsoft a anunțat oficial că Threshold va fi dezvăluit în timpul unui eveniment media sub denumirea de Windows 10. Myerson a spus că Windows 10 va fi „cea mai cuprinzătoare platformă de până acum” a Microsoft, oferind o singură platformă unificată pentru computere desktop și laptop , tablete , smartphone-uri și dispozitive all-in-one.  El a subliniat că Windows 10 va face pași spre restabilirea mecanicii interfeței utilizatorului din Windows 7 pentru a îmbunătăți experiența utilizatorilor de pe dispozitive non-touch, remarcând criticile față de interfața Windows 8 tactilă de la tastatură și mouse utilizatori. În ciuda acestor concesii, Myerson a menționat că interfața optimizată prin atingere va evolua și la 10. 
În ceea ce privește denumirea de către Microsoft a noului sistem de operare Windows 10 în loc de Windows 9, Terry Myerson a spus că „pe baza produsului care vine și cât de diferită va fi abordarea noastră globală, nu ar fi corect să-l numim Windows 9. ”  De asemenea, a glumit că nu ar putea să-l numească „Windows One” (făcând aluzie la mai multe produse Microsoft recente cu o marcă similară, cum ar fi OneDrive , OneNote și Xbox One), deoarece Windows 1.0 exista deja. La o conferință de la San Francisco din octombrie 2014, Tony Prophet, vicepreședintele Microsoft pentru Windows Marketing, a spus că Windows 9 „a venit și a plecat” și că Windows 10 nu ar fi „un pas incremental față de Windows 8.1”, ci „un pas material” Încercăm să creăm o singură platformă, un ecosistem care să unească cât mai multe dispozitive din micul Internet încorporat al obiectelor, prin tablete, prin telefoane, prin PC-uri și, în cele din urmă, în Xbox. ” 
Mai multe detalii despre caracteristicile orientate către consumatori ale Windows 10 au fost prezentate în cadrul unui alt eveniment media desfășurat pe 21 ianuarie 2015, intitulat „Windows 10: Capitolul următor”. Keynote a prezentat dezvăluirea integrării Cortana în cadrul sistemului de operare, noi funcții orientate pe Xbox , Windows 10 Mobile, o suită Office Mobile actualizată , Surface Hub ‍ - un dispozitiv Windows 10 cu ecran mare pentru colaborarea întreprinderii bazat pe tehnologia Perceptive Pixel ,  împreună cu HoloLens - ochelari de realitate augmentată și o platformă asociată pentru construirea de aplicații care pot reda holograme prin HoloLens. 
Detalii suplimentare orientate spre dezvoltatori care înconjoară conceptul „ Platforma Windows universală ” au fost dezvăluite și discutate în cadrul conferinței dezvoltatorilor Microsoft Build. Printre acestea s-au prezentat „Islandwood”, care oferă un lanț de instrumente middleware pentru compilarea software-ului bazat pe Objective-C (în special iOS) pentru a rula ca aplicații universale pe Windows 10 și Windows 10 Mobile. Un port din Candy Crush Saga realizat folosind setul de instrumente, care a împărtășit o mare parte din codul său cu versiunea iOS, a fost demonstrat, alături de anunțul că jocul dezvoltat de King va fi inclus în Windows 10 la lansare. 
La conferința Ignite din 2015 , angajatul Microsoft Jerry Nixon a declarat că Windows 10 va fi „ultima versiune de Windows”, o declarație pe care Microsoft a confirmat-o că „reflectă” viziunea sa despre sistemul de operare fiind un „serviciu” cu noi versiuni și actualizări. să fie eliberat în timp.  Cu toate acestea, în 2021, Microsoft a anunțat că Windows 10 va avea succes pe hardware-ul compatibil de Windows 11 - și că suportul pentru Windows 10 se va încheia pe 14 octombrie 2025. 

### Lansare și marketing
La 1 iunie 2015, Microsoft a anunțat că Windows 10 va fi lansat pe 29 iulie.  Pe 20 iulie 2015 Microsoft a început „Upgrade Your World”, o campanie de publicitate centrată pe Windows 10, cu premiera reclamelor de televiziune în Australia. , Canada, Franța, Germania, Japonia, Regatul Unit și Statele Unite. Reclamele s-au concentrat pe sloganul „O modalitate mai umană de a face”, subliniind noile caracteristici și tehnologii acceptate de Windows 10 care urmăreau să ofere utilizatorilor o experiență mai „personală”.  Campania a culminat cu evenimente de lansare în treisprezece orașe din 29 iulie 2015, care au sărbătorit „rolul fără precedent pe care l-au jucat cei mai mari fani ai noștri în dezvoltarea Windows 10”. 

## Caracteristici
Windows 10 face ca experiența și funcționalitatea utilizatorului să fie mai consistente între diferitele clase de dispozitive și soluționează majoritatea deficiențelor din interfața cu utilizatorul care au fost introduse în Windows 8.  Windows 10 Mobile , succesorul Windows Phone 8.1, a partajat unele elemente și aplicații ale interfeței de utilizator cu omologul său de pe PC. 
Windows 10 acceptă aplicații universale , o extindere a stilului Metro introdus pentru prima dată în Windows 8. Aplicațiile universale pot fi proiectate pentru a rula în mai multe familii de produse Microsoft cu cod aproape identic‍ - inclusiv PC - uri , tablete , smartphone-uri , sisteme încorporate , Xbox One , Surface Hub și Mixed Reality. Interfața cu utilizatorul Windows a fost revizuită pentru a gestiona tranzițiile între o interfață orientată pe mouse și o interfață optimizată cu ecran tactil bazată pe dispozitivele de intrare disponibile ‍ - în special pe computerele 2-în-1, ambele interfețe includ un meniu Start actualizat care încorporează elemente din meniul Start tradițional al Windows 7 cu plăcile din Windows 8. Windows 10 a introdus, de asemenea , browserul web Microsoft Edge , un sistem de desktop virtual , o funcție de gestionare a ferestrelor și desktop-urilor numită Task View , suport pentru conectarea amprentelor și recunoașterii feței , noi caracteristici de securitate pentru mediile de afaceri și DirectX 12.
Ecosistemul aplicației Windows Runtime a fost revizuit în Universal Windows Platform (UWP).  Aceste aplicații universale sunt realizate pentru a rula pe mai multe platforme și clase de dispozitive, inclusiv smartphone-uri, tablete, console Xbox One și alte dispozitive compatibile cu Windows 10. Aplicațiile Windows partajează codul între platforme, au designuri responsive care se adaptează la nevoile dispozitivului și la intrările disponibile, pot sincroniza date între dispozitivele Windows 10 (inclusiv notificări, acreditări și permiterea multiplayer multiplayer pentru jocuri) și sunt distribuite prin Microsoft Store (rebranded din Windows Store din septembrie 2017). Dezvoltatorii pot permite „cumpărături încrucișate”, în cazul în care licențele achiziționate pentru o aplicație se aplică pe toate dispozitivele compatibile ale utilizatorului, mai degrabă decât pe cel pe care l-au achiziționat (de exemplu, un utilizator care achiziționează o aplicație pe computer are dreptul să utilizeze și versiunea smartphone fără cost suplimentar). 
Versiunea ARM a Windows 10 permite rularea aplicațiilor pentru procesoare x86 prin emulare software.
În Windows 10, Microsoft Store servește ca un magazin unic pentru aplicații, conținut video și cărți electronice.  Windows 10 permite, de asemenea, ca aplicațiile web și software-ul desktop (folosind fie Win32, fie.NET Framework) să fie ambalate pentru distribuire în Microsoft Store. Software-ul desktop distribuit prin Windows Store este ambalat utilizând sistemul App-V pentru a permite sandbox-ul. 

### Interfață utilizator și desktop
O nouă iterație a meniului Start este utilizată pe desktop-ul Windows 10, cu o listă de locuri și alte opțiuni în partea stângă și dale reprezentând aplicații în partea dreaptă. Meniul poate fi redimensionat și extins într-un ecran complet, care este opțiunea implicită în modul Tablet.  Un nou sistem de desktop virtual a fost adăugat de o caracteristică cunoscută sub numele de Task View, care afișează toate ferestrele deschise și permite utilizatorilor să comute între ele sau să comute între mai multe spații de lucru.  Aplicațiile universale, care anterior puteau fi utilizate doar în modul ecran complet, pot fi utilizate acum în ferestre independente, similar cu alte programe. Ferestrele programului pot fi acum fixate în cadranele ecranului, glisându-le în colț. Când o fereastră este fixată pe o parte a ecranului, apare Task View și utilizatorul este solicitat să aleagă o a doua fereastră pentru a umple partea neutilizată a ecranului (numită „Snap Assist”).  Pictogramele sistemului Windows au fost, de asemenea, modificate. 
Farmecele au fost eliminate; funcționalitatea lor în aplicațiile universale este accesată dintr-un meniu de comenzi pentru aplicații din bara de titlu.  În locul său se află Centrul de acțiune, care afișează comutările de notificări și setări. Se accesează făcând clic pe o pictogramă din zona de notificare sau glisând din dreapta ecranului. Notificările pot fi sincronizate între mai multe dispozitive.  Aplicația Setări (anterior Setări PC) a fost actualizată și include acum mai multe opțiuni care anterior erau exclusive pentru Panoul de control al desktopului. 
Windows 10 este conceput pentru a-și adapta interfața de utilizare pe baza tipului de dispozitiv utilizat și a metodelor de intrare disponibile. Oferă două moduri separate de interfață cu utilizatorul: o interfață cu utilizatorul optimizată pentru mouse și tastatură și un „mod tabletă” conceput pentru ecranele tactile. Utilizatorii pot comuta între aceste două moduri în orice moment, iar Windows poate solicita sau comuta automat când apar anumite evenimente, cum ar fi dezactivarea modului Tablet pe o tabletă dacă este conectată o tastatură sau un mouse sau când un PC 2-în-1este trecut la starea sa de laptop. În modul Tabletă, programele se afișează implicit la o vizualizare maximizată, iar bara de activități conține un buton înapoi și ascunde în mod implicit butoanele pentru programele deschise sau fixate; Task View este folosit în schimb pentru a comuta între programe. Meniul Start pe ecran complet este utilizat în acest mod, în mod similar cu Windows 8, dar derulează vertical în loc de orizontală. 

### Securitatea sistemului
Windows 10 încorporează tehnologie de autentificare multi-factor bazată pe standardele dezvoltate de FIDO Alliance.  Sistemul de operare include suport îmbunătățit pentru autentificarea biometrică prin intermediul platformei Windows Hello. Dispozitivele cu camere suportate (care necesită iluminare în infraroșu , cum ar fi Intel RealSense) permit utilizatorilor să se conecteze cu recunoașterea irisului sau a feței , similar cu Kinect. Dispozitivele cu cititoare acceptate permit utilizatorilor să se conecteze prin recunoașterea amprentelor digitale. De asemenea, a fost adăugat suport pentru scanarea venelor de palmier printr-un parteneriat cu Fujitsu în februarie 2018. Acreditările sunt stocate local și protejate folosind criptare asimetrică. 
În 2017, cercetătorii au demonstrat că Windows Hello poate fi ocolit pe Windows 10 1703 complet actualizat, cu o imprimare color a fotografiei unei persoane făcută cu o cameră IR.  În 2021, cercetătorii au reușit din nou să ocolească funcționalitățile Windows Hello folosind hardware personalizat deghizat în cameră, care prezenta o fotografie IR a feței proprietarului. 
Pe lângă autentificarea biometrică, Windows Hello acceptă autentificarea cu un PIN. În mod implicit, Windows necesită un cod PIN care să fie format din patru cifre, dar poate fi configurat pentru a permite coduri PIN mai complexe. Cu toate acestea, un cod PIN nu este o parolă mai simplă. În timp ce parolele sunt transmise controlerelor de domeniu , codurile PIN nu sunt. Acestea sunt legate de un singur dispozitiv și, dacă sunt compromise, este afectat un singur dispozitiv. Susținut de un cip Trusted Platform Module (TPM), Windows folosește codurile PIN pentru a crea perechi puternice de chei asimetrice. Ca atare, simbolul de autentificare transmis către server este mai greu de spart. În plus, în timp ce parolele slabe pot fi rupte prin tabele curcubeu , TPM face ca PIN-urile Windows mult mai simple să fie rezistente laatacuri cu forță brută. 
Când a fost introdus pentru prima dată Windows 10, autentificarea multi-factor a fost asigurată de două componente: Windows Hello și Passport (nu trebuie confundat cu platforma Passport din 1998). Mai târziu, Passport a fost fuzionat cu Windows Hello. 
Ediția Enterprise Windows 10 oferă caracteristici de securitate suplimentare; administratorii pot configura politici pentru criptarea automată a datelor sensibile, pot bloca selectiv aplicațiile de la accesarea datelor criptate și pot activa Device Guard ‍ - un sistem care permite administratorilor să impună un mediu de înaltă securitate prin blocarea executării unui software care nu este semnat digital de către un furnizor de încredere sau Microsoft. Device Guard este conceput pentru a proteja împotriva exploatărilor de zero zile și rulează în interiorul unui hipervizor, astfel încât funcționarea acestuia să rămână separată de sistemul de operare în sine. 

### Linie de comandă
Ferestrele consolei bazate pe Consola Windows (pentru orice aplicație de consolă, nu doar PowerShell și Windows Command Prompt) pot fi redimensionate fără restricții, pot fi făcute pentru a acoperi ecranul complet apăsând Alt+ ↵ Enterși pot utiliza comenzi rapide de la tastatură, cum ar fi cele pentru tăiere, copiere și lipire. Au fost adăugate și alte caracteristici, cum ar fi word wrap și transparență. Aceste funcții pot fi dezactivate pentru a reveni la consola moștenită, dacă este necesar. 
Actualizarea aniversară a adăugat subsistemul Windows pentru Linux (WSL), care permite instalarea unui mediu de spațiu utilizator dintr-o distribuție Linux acceptată care rulează nativ pe Windows. Subsistemul traduce apelurile de sistem Linux către cele ale nucleului Windows NT (pretinde doar compatibilitatea completă a apelurilor de sistem începând cu WSL 2, inclusă într-o actualizare Windows ulterioară). Mediul poate executa shell-urile Bash și programele de linie de comandă pe 64 de biți (WSL 2 acceptă, de asemenea, programe și grafică Linux pe 32 de biți, presupunând că software-ul este instalat,  și suportul GPU pentru alte utilizări). Aplicațiile Windows nu pot fi executate din mediul Linux și invers. Distribuțiile Linux pentru subsistemul Windows pentru Linux sunt obținute prin Microsoft Store. Funcția a acceptat inițial un mediu bazat pe Ubuntu ; Microsoft a anunțat în mai 2017 că va adăuga și opțiunile de mediu Fedora și OpenSUSE. 

### Cerințe de stocare
Pentru a reduce amprenta de stocare a sistemului de operare, Windows 10 comprimă automat fișierele de sistem. Sistemul poate reduce amprenta de stocare a Windows cu aproximativ 1,5  GB pentru sistemele pe 32 de biți și 2,6  GB pentru sistemele pe 64 de biți. Nivelul de compresie utilizat depinde de o evaluare a performanței efectuată în timpul instalărilor sau de către OEM , care testează cât de multă compresie poate fi utilizată fără a afecta performanțele sistemului de operare. Mai mult, funcțiile Reîmprospătare și Resetare utilizează în schimb fișiere de sistem de execuție, făcând o partiție de recuperare separată redundantă, permițând corecțiileși actualizările să rămână instalate după operație și reducând în continuare cantitatea de spațiu necesară pentru Windows 10 cu până la 12  GB. Aceste funcții înlocuiesc modul WIMBoot introdus în Windows 8.1 Update, care a permis OEM-urilor să configureze dispozitive de capacitate redusă cu stocare bazată pe bliț pentru a utiliza fișiere de sistem Windows din imaginea WIM comprimată utilizată de obicei pentru instalare și recuperare.  Windows 10 include, de asemenea, o funcție în aplicația Setări care permite utilizatorilor să vadă o defalcare a modului în care capacitatea de stocare a dispozitivului lor este utilizată de diferite tipuri de fișiere și să determine dacă anumite tipuri de fișiere sunt salvate. la stocarea internă sau un card SD în mod implicit. 

### Servicii și funcționalitate online
Windows 10 introduce Microsoft Edge , un nou browser web implicit. Acesta a inclus inițial un nou motor de redare conform standardelor derivat din Trident și include, de asemenea, instrumente de adnotare și integrarea cu alte platforme Microsoft prezente în Windows 10.  Internet Explorer 11 este menținut pe Windows 10 în scopuri de compatibilitate , dar este depreciat în favoarea Edge și nu va mai fi dezvoltat activ.  În ianuarie 2020, versiunea inițială a Edge a fost succedată de o nouă iterație derivată din proiectul Chromium și motorul de aspect Blinkiar vechiul Edge bazat pe EdgeHTML este acum numit „Microsoft Edge Legacy”.  Versiunea veche a Edge este în prezent înlocuită de noul Edge bazat pe Chromium prin Windows Update, deși această versiune poate fi descărcată și manual. Fiecare versiune Windows 10 de la 20H2, care a fost lansată pe 20 octombrie 2020, va veni cu noua versiune a browserului preinstalată.  Actualizarea Windows 10 octombrie 2020 a adăugat un instrument de comparare a prețurilor în browserul Edge. 
Windows 10 încorporează o casetă de căutare universală situată alături de butoanele Start și Task View, care pot fi ascunse sau condensate într-un singur buton.  Versiunile anterioare includeau asistentul personal inteligent Microsoft Cortana, care a fost introdus pentru prima dată cu Windows Phone 8.1 în 2014 și acceptă atât textul, cât și intrarea vocală. Multe dintre caracteristicile sale sunt un report direct de la Windows Phone, inclusiv integrarea cu Bing , setarea mementourilor, o funcție Notebook pentru gestionarea informațiilor personale, precum și căutarea fișierelor, redarea de muzică, lansarea aplicațiilor și setarea mementourilor sau trimiterea de e-mailuri. De la actualizarea din noiembrie 2019, Microsoft a început să minimizeze Cortana ca parte a unei repoziționări a produsului către utilizarea întreprinderii, actualizarea din mai 2020 eliminând integrarea Windows shell și caracteristicile orientate către consumator. 
Microsoft Family Safety este înlocuit de Microsoft Family, un sistem de control parental care se aplică pe toate platformele Windows și serviciile online Microsoft. Utilizatorii pot crea o familie desemnată și pot monitoriza și restricționa acțiunile utilizatorilor desemnați drept copii, cum ar fi accesul la site-uri web, aplicarea ratingurilor de vârstă la achizițiile din Microsoft Store și alte restricții. Serviciul poate, de asemenea, să trimită săptămânal rapoarte de e-mail către părinți care să detalieze utilizarea computerului unui copil. Spre deosebire de versiunile anterioare de Windows, conturile copil dintr-o familie trebuie asociate cu un cont Microsoft‍ - ich care permite acestor setări să se aplice pe toate dispozitivele Windows 10 pe care le folosește un anumit copil. 
Windows 10 oferă, de asemenea, caracteristica Wi-Fi Sense provenită de la Windows Phone 8.1; utilizatorii pot opțional ca dispozitivul lor să se conecteze automat la hotspot-urile deschise sugerate și să partajeze parola rețelei de domiciliu cu contactele (fie prin Skype , People sau Facebook), astfel încât să se poată conecta automat la rețea pe un dispozitiv Windows 10 fără a fi nevoie să introducă manual parola. Acreditările sunt stocate într-o formă criptată pe serverele Microsoft și trimise către dispozitivele contactelor selectate. Parolele nu sunt vizibile de către utilizatorul invitat, iar utilizatorul invitat nu are voie să acceseze alte computere sau dispozitive din rețea. Wi-Fi Sense nu este utilizabil în rețelele criptate 802.1X. Adăugarea „_optout” la sfârșitul SSID-uluiva bloca, de asemenea, rețeaua corespunzătoare să nu fie folosită pentru această caracteristică. 
Aplicațiile universale de apelare și mesagerie pentru Windows 10 sunt încorporate începând cu actualizarea din noiembrie 2015: mesagerie, Skype Video și telefon. Acestea oferă alternative încorporate la descărcarea și sincronizarea Skype cu Windows 10 Mobile. 

### Multimedia și jocuri
Windows 10 oferă o integrare mai mare cu ecosistemul Xbox. Xbox SmartGlass este urmat de Xbox Console Companion (fostă aplicație Xbox), care permite utilizatorilor să răsfoiască biblioteca lor de jocuri (inclusiv jocuri pentru console și Xbox), iar Game DVR este, de asemenea, disponibil utilizând o comandă rapidă de la tastatură , permițând utilizatorilor să salveze ultimele 30 de secunde de joc ca un videoclip care poate fi partajat pe Xbox Live, OneDrive sau în altă parte.  Windows 10 permite, de asemenea, utilizatorilor să controleze și să joace jocuri de pe o consolă Xbox One printr-o rețea locală. SDK-ul Xbox Live permite dezvoltatorilor de aplicații să încorporeze funcționalitatea Xbox Live în aplicațiile lor, iar viitoarele accesorii fără fir Xbox One, cum ar fi controlerele, sunt acceptate pe Windows cu un adaptor.  Microsoft intenționează, de asemenea, să permită achizițiile încrucișate și să salveze sincronizarea între versiunile Xbox One și Windows 10 ale jocurilor; Jocurile Microsoft Studios precum ReCore și Quantum Break sunt destinate exclusiv pentru Windows 10 și Xbox One. 
Candy Crush Saga și Microsoft Solitaire Collection sunt, de asemenea, instalate automat la instalarea Windows 10.
Windows 10 adaugă capacitatea de înregistrare a jocului nativ și captură de ecran folosind noua bară de jocuri introdusă. Utilizatorii pot avea, de asemenea, sistemul de operare să înregistreze continuu jocul în fundal, ceea ce permite utilizatorului să salveze ultimele momente de joc pe dispozitivul de stocare. 
Windows 10 adaugă codecuri FLAC și HEVC și suport pentru containerul media Matroska , permițând deschiderea acestor formate în Windows Media Player și alte aplicații. 

#### DirectX 12
Windows 10 include DirectX 12 , alături de WDDM 2.0.  Unveiled martie 2014 , la GDC , DirectX 12 își propune să ofere „ consola eficienta la nivel de “ acces „mai aproape de metal“ la resursele hardware, și a redus CPU și grafică șofer deasupra capului.  Majoritatea îmbunătățirilor de performanță sunt realizate prin programare la nivel scăzut , care le permite dezvoltatorilor să utilizeze resursele mai eficient și să reducă blocajul procesorului cu un singur fir cauzat de abstractizare prin intermediul API-urilor de nivel superior. DirectX 12 va oferi, de asemenea, suport pentru configurările agnostice multi-GPU ale furnizorului.  WDDM 2.0 introduce un nou sistem de gestionare și alocare a memoriei virtuale pentru a reduce volumul de lucru pe driverul în modul kernel. 

### Fonturi
Windows 10 adaugă trei noi tipuri de caractere implicite în comparație cu Windows 8, dar elimină alte zeci. Tipurile de caractere eliminate sunt disponibile în pachete suplimentare și pot fi adăugate manual printr-o conexiune la internet care nu este măsurată.

## Ediții și prețuri
Windows 10 este disponibil în cinci ediții principale pentru dispozitive de calcul personal; ale căror ediții Home și Pro sunt vândute cu amănuntul în majoritatea țărilor și ca software preîncărcat pe computere noi. Acasă se adresează utilizatorilor casnici, în timp ce Pro se adresează utilizatorilor puternici și întreprinderilor mici. Fiecare ediție a Windows 10 include toate capacitățile și caracteristicile ediției de mai jos și adaugă caracteristici suplimentare orientate spre segmentele lor de piață; de exemplu, Pro adaugă funcții suplimentare de rețea și securitate, cum ar fi BitLocker , Device Guard, Windows Update for Business și posibilitatea de a vă alătura unui domeniu. Enterprise și Education, celelalte ediții, conțin funcții suplimentare destinate mediilor de afaceri și sunt disponibile numai prin intermediullicențierea în volum. 
Ca parte a strategiilor de unificare Microsoft, produsele Windows care se bazează pe platforma comună Windows 10, dar destinate platformelor specializate sunt comercializate ca ediții ale sistemului de operare, mai degrabă decât ca linii de produse separate. O versiune actualizată a sistemului de operare Windows Phone Microsoft pentru smartphone-uri, precum și tablete, a fost denumită Windows 10 Mobile.  Edițiile Enterprise și Mobile vor fi, de asemenea, produse pentru sisteme încorporate , împreună cu Windows 10 IoT Core , care este conceput special pentru utilizare în spații mici, dispozitive cu costuri reduse și scenarii Internet of Things (IoT) și este similar cu Windows Încorporat. 
Pe 2 mai 2017, Microsoft a prezentat Windows 10 S (denumit în scurgeri Windows 10 Cloud), o ediție limitată de caracteristici a Windows 10, care a fost concepută în principal pentru dispozitivele de pe piața educației (concurente, în special, cu netbook-urile Chrome OS), precum laptopul de suprafață pe care Microsoft l-a dezvăluit și în acest moment. Sistemul de operare restricționează instalarea software-ului la aplicațiile obținute din Microsoft Store; dispozitivul poate fi actualizat la Windows 10 Pro contra cost pentru a permite instalarea fără restricții a software-ului. Ca promoție limitată în timp, Microsoft a declarat că această actualizare va fi gratuită pe laptopul de suprafață până la 31 martie 2018. Windows 10 S conține, de asemenea, o configurare inițială mai rapidă și un proces de conectare și permite dispozitivelor să fie furnizate utilizând o unitate USB cu platforma Windows Intune for Education.  În martie 2018, Microsoft a anunțat că Windows 10 S va fi depreciat din cauza confuziei pieței și va fi înlocuit cu „Mod S”, o opțiune OEM în care Windows este implicit doar care permite instalarea aplicațiilor din Microsoft Store, dar nu necesită plată pentru a dezactiva aceste restricții. 

#### Ofertă gratuită de upgrade
În primul an de disponibilitate,  licențele de upgrade pentru Windows  10 au putut fi obținute gratuit pentru dispozitivele cu licență autentică pentru o ediție eligibilă de Windows  7 sau  8.1. 
Această ofertă nu s-a aplicat edițiilor Enterprise, deoarece clienții care au un contract de Software Assurance (SA) activ  cu drepturi de upgrade au dreptul să obțină Windows 10 Enterprise în condițiile existente. Toți utilizatorii care rulează copii non-autentice ale Windows și cei fără o licență Windows  7 sau  8 existentă nu au fost eligibili pentru această promoție; deși au fost posibile actualizări de la o versiune non-autentică, acestea au ca rezultat o copie non-autentică de  10. 
În versiunea de disponibilitate generală a Windows  10 Versiunea 1507, pentru a activa și genera „dreptul digital” pentru Windows  10, sistemul de operare trebuie să fi fost instalat mai întâi ca o actualizare la fața locului. În timpul actualizării gratuite, un fișier genuineticket.xml este creat în fundal și detaliile plăcii de bază ale sistemului sunt înregistrate pe un server de activare produs Microsoft. Odată instalat, sistemul de operare poate fi reinstalat pe acel sistem, prin mijloace normale, fără o cheie de produs, iar licența sistemului va fi detectată automat prin activare online - în esență, Microsoft Product Activation Server va aminti placa de bază a sistemului și îi va oferi lumină verde pentru reactivarea produsului. Din cauza problemelor de instalare cu instalarea numai a upgrade-ului, Windows 10 Versiunea 1511 a fost lansat cu mecanisme de activare suplimentare în noiembrie 2015. Această versiune a tratat cheile de produs Windows  7 și Windows  8 / 8.1 ca chei de produs Windows  10, ceea ce înseamnă că acestea ar putea fi introduse în timpul instalării pentru a activa licența gratuită, fără a fi nevoie să faceți upgrade mai întâi pentru a „activa” hardware-ul cu serverele de activare Microsoft. Pentru principalii producători de echipamente originale (OEM), cheile de produs OEM Windows 8 / 8.1 și Windows 10 sunt încorporate în firmware-ul plăcii de bază și dacă ediția corectă a Windows 10 este prezentă pe suportul de instalare, acestea sunt introduse automat în timpul instalării. De la lansarea Windows 10 versiunea 1709, Microsoft a decis să lanseze suporturi de instalare cu mai multe ediții, pentru a atenua problemele de instalare și activare a produselor experimentate de utilizatori din cauza instalării accidentale a unei ediții greșite de Windows 10. În ciuda ofertei gratuite de 1 an care a expirat de mult , toate mecanismele de activare care implică cheile Windows 7 și Windows 8 funcționează în continuare cu toate versiunile ulterioare de chei de produs Windows 10, chiar și Windows 7 și Windows 8 / 8.1 care nu au fost utilizate niciodată pentru o instalare Windows 10 anterioară.
Versiunea Windows Insider Preview de Windows  10 s-a actualizat automat la versiunea lansată în general ca parte a progresiei versiunii și continuă să fie actualizată la noile versiuni beta, așa cum a făcut-o pe parcursul procesului de testare. Microsoft a declarat în mod explicit că Windows Insider nu era o cale de actualizare validă pentru cei care rulează o versiune de Windows care nu este eligibilă pentru oferta de upgrade; deși, dacă nu a fost instalat cu o licență preluată de la o actualizare în loc la 10 Insider Preview din Windows  7 sau  8, Insider Preview rămâne activat atât timp cât utilizatorul nu iese din programul Windows Insider. 
Oferta a fost promovată și livrată prin intermediul aplicației „Obțineți Windows  10” („GWX”), care a fost instalată automat prin Windows Update înainte de lansarea Windows 10 și activată pe sistemele considerate eligibile pentru oferta de upgrade. Prin intermediul unei pictograme a zonei de notificare , utilizatorii puteau accesa o aplicație care făcea publicitate pentru Windows  10 și oferta gratuită de upgrade, putea verifica compatibilitatea dispozitivului și „rezerva” o descărcare automată a sistemului de operare la lansarea acestuia.  Pe 28 iulie, a început un proces de pre-descărcare în care  fișierele de instalare Windows 10 au fost descărcate pe unele computere care l-au rezervat. Microsoft a spus că cei care au rezervat Windows 10 ar putea să-l instaleze prin GWX într-un proces de lansare pe etape. Sistemul de operare poate fi descărcat în orice moment folosind un program de configurare separat „Instrumentul de creare a suportului media” (similar cu  programul de configurare Windows 8), care permite crearea suportului de instalare DVD sau USB. 
În mai 2016, Microsoft a anunțat că oferta gratuită de upgrade va fi extinsă utilizatorilor de tehnologii de asistare ; cu toate acestea, Microsoft nu a implementat niciun mijloc de certificare a eligibilității pentru această ofertă, pe care unele magazine au promovat-o astfel drept o lacună pentru a obține în mod fraudulos o actualizare gratuită de Windows 10. Microsoft a spus că lacuna nu este destinată a fi utilizată în acest mod.  În noiembrie 2017, Microsoft a anunțat că acest program se va încheia la 31 decembrie 2017. 
Cu toate acestea, a fost găsită o lacună care a permis utilizatorilor Windows 7 și 8.1 să facă upgrade la Windows 10 fie prin instrumentul de creare a suportului media, fie prin utilizarea cheilor de produs Windows 7 sau 8.1. Această lacună funcționează în continuare, chiar dacă oferta „Actualizare gratuită” s-a încheiat oficial în 2017 fără niciun cuvânt de la Microsoft dacă / când va fi închisă  și unele puncte de vânzare au continuat să o promoveze ca metodă gratuită de actualizare de acum - Windows 7. neacceptat 

#### Licențiere
În timpul actualizărilor,  licențele Windows 10 nu sunt legate direct de o cheie de produs. În schimb, starea de licență a instalării curente a sistemului Windows este migrată și se generează o „licență digitală” (cunoscută și sub denumirea de „drepturi digitale” în versiunea 1511 sau anterioară) în timpul procesului de activare , care este legat de informațiile hardware colectate în timpul procesului. Dacă Windows  10 este reinstalat curat și nu au existat modificări hardware semnificative de la instalare (cum ar fi o modificare a plăcii de bază), procesul de activare online va recunoaște automat dreptul digital al sistemului dacă nu este introdusă nici o cheie de produs în timpul instalării. Cu toate acestea, cheile de produs unice sunt încă distribuite în exemplarele de vânzare cu amănuntul ale Windows 10. Ca și în cazul variantelor anterioare de Windows fără licență de volum, modificările hardware semnificative vor invalida dreptul digital și vor necesita reactivarea Windows. 

## Cerințe de sistem
| Componenta            | Minim | Recomandat |
| --------------------- | --- | --- |
| Procesor              | 1 GHz rata de ceas IA-32 sau x86-64 arhitectură cu suport pentru PAE , NX și SSE2 x86-64 procesoare trebuie să sprijine , de asemenea , CMPXCHG16B , PrefetchW și LAHF / SAHF instrucțiuni. | 1 GHz rata de ceas IA-32 sau x86-64 arhitectură cu suport pentru PAE , NX și SSE2 x86-64 procesoare trebuie să sprijine , de asemenea , CMPXCHG16B , PrefetchW și LAHF / SAHF instrucțiuni. |
| Memorie (RAM)         | Ediția IA-32: 1 GB ediția x86-64: 2 GB | 4 GB |
| Placă grafică         | Driver grafic DirectX 9 WDDM 1.0 sau o versiune superioară | Driver WDDM 1.3 sau mai mare |
| Afișa                 | 800 × 600 pixeli | N / A |
| Dispozitiv de intrare | Tastatură și mouse | Afișaj multi-touch |
| Spatiu de depozitare  | 32 GB | N / A |

| Caracteristică           | Cerințe                                                                              |
| ------------------------ | ------------------------------------------------------------------------------------ |
| Autentificare biometrică | cititor de amprente                                                                  |
| BitLocker                | Trusted Platform Module (TPM) 1.2 sau 2.0, o unitate flash USB dedicată sau o parolă |
| Criptarea dispozitivului | Trusted Platform Module (TPM) 2.0 și InstantGo                                       |
| Hyper-V                  | Traducerea adresei de nivelul doi (SLAT)                                             |
| Miracast                 | Adaptor Wi-Fi care acceptă Wi-Fi Direct , NDIS 6.30, WDDM 1.3 (Ivy Bridge)           |
| Atenție sigură           | Echivalent hardware al secvenței de taste Ctrl+ Alt+ Deletesau ⊞ Win+Power           |
| Încărcare sigură         | UEFI v2.3.1 Errata B cu Microsoft Windows Certification Authority în baza sa de date |
| Recunoaștere a vorbirii  | Microfon                                                                             |
| Windows Hello            | Cameră cu infraroșu iluminată                                                        |

Cerințele hardware de bază pentru instalarea Windows 10 au fost inițial aceleași cu cele pentru Windows 8.1 și Windows 8 și doar puțin mai mari decât pentru Windows 7 și Windows Vista. Începând cu actualizarea din mai 2019, cerința minimă de spațiu pe disc a fost mărită la 32 GB. În plus, la noile instalări, Windows rezervă permanent până la 7 GB spațiu pe disc pentru a asigura instalarea corectă a viitoarelor actualizări de caracteristici. 
Variantele pe 64 de biți necesită un procesor care acceptă anumite instrucțiuni.  Dispozitivele cu capacitate de stocare redusă trebuie să furnizeze o unitate flash USB sau un card SD cu stocare suficientă pentru fișiere temporare în timpul actualizărilor. 
Unele dispozitive pre-construite pot fi descrise ca „certificate” de Microsoft. Tabletele certificate trebuie să includă Power, Volume upși Volume downchei; ⊞ Winiar Rotation locktastele nu mai sunt necesare. 
Ca și în Windows 8, toate dispozitivele certificate trebuie livrate cu UEFI Secure Boot activat în mod implicit. Spre deosebire de Windows 8, OEM-urilor nu mai sunt obligați să facă setările Secure Boot configurabile de utilizator, ceea ce înseamnă că dispozitivele pot fi blocate opțional pentru a rula doar sisteme de operare semnate de Microsoft.  Pentru autentificarea feței Windows Hello este necesară o cameră cu iluminare în infraroșu acceptată, iar pentru autentificarea cu amprentă Windows Hello este necesar un cititor de amprente acceptat.  Device Guard necesită un sistem UEFI fără certificate terțe încărcate și extensii de virtualizare CPU (inclusiv SLAT și IOMMU) activate în firmware.
Începând cu Intel Kaby Lake și AMD Bristol Ridge , Windows 10 este singura versiune de Windows pe care Microsoft o va suporta oficial pe microarhitecturile CPU mai noi.  Terry Myerson a declarat că Microsoft nu dorea să facă investiții suplimentare în optimizarea versiunilor mai vechi de Windows și a software-ului asociat pentru noile generații de procesoare.  Aceste politici au fost criticate de către mass-media, care a remarcat în special că Microsoft refuză să accepte hardware mai nou (în special CPU Intel Skylake , care a fost, de asemenea, vizat inițial de noua politică, cu un sfârșit prematur de asistență care a fost în cele din urmă retras) pe Windows 8.1, o versiune de Windows care era încă în asistență generală până în ianuarie 2018.  În plus, a fost lansată o modificare creată de entuziaști care a dezactivat verificarea și a permis Windows 8.1 și versiunile anterioare să continue să lucreze pe platformă. 
Windows 10 versiunea 1703 și versiunile ulterioare nu acceptă sistemul pe cipuri Intel Clover Trail , conform politicii declarate de Microsoft de a furniza actualizări numai pentru dispozitive în perioada de asistență OEM. 
Începând cu Windows 10 versiunea 2004, Microsoft va necesita noi dispozitive OEM pentru a utiliza procesoare pe 64 de biți și, prin urmare, va înceta distribuirea variantelor x86 (32 de biți) ale Windows 10 prin canale OEM. Variantele pe 32 de biți ale Windows 10 vor rămâne disponibile prin canale non-OEM, iar Microsoft va continua să „[furnizeze] actualizări de caracteristici și securitate pe aceste dispozitive”.  Acest lucru ar fi urmat ulterior de Windows 11 renunțând la suportul hardware pe 32 de biți, făcând astfel Windows 10 versiunea finală a Windows pentru a avea o versiune pe 32 de biți. 

## Recepție
Criticii au caracterizat lansarea inițială a Windows 10 ca fiind rapidă, citând starea incompletă a unora dintre software-urile incluse în sistemul de operare, cum ar fi browserul web Edge, precum și stabilitatea sistemului de operare în sine la lansare.  Cu toate acestea, TechRadar a considerat că ar putea fi „noul Windows 7”, citând interfața cu utilizatorul mai familiară a sistemului de operare, îmbunătățiri ale aplicațiilor incluse, îmbunătățiri ale performanței, un sistem de căutare „solid” aplicația Setări fiind mai completă decât echivalentele sale de pe  8 și 8.1. Browserul Edge a fost lăudat pentru performanța sa, deși nu a fost într-o stare completă de caracteristici la lansare. În timp ce le considerau „o idee grozavă în principiu”, s-au arătat preocupări pentru concentrarea Microsoft asupra ecosistemului universal al aplicațiilor:
Nu este deloc sigur că dezvoltatorii vor merge la Windows  10 din iOS și Android pur și simplu pentru că își pot converti aplicațiile cu ușurință. S-ar putea să devină neclintit pentru ei, dar în acest moment este încă necesară o decizie conștientă. 
Engadget a fost la fel de pozitiv, observând că procesul de actualizare a fost nedureros și că interfața cu utilizatorulWindows10 avea aspecte echilibrate ale Windows 8 cu cele ale versiunilor anterioare cu o estetică mai matură. Detectarea vocală continuă a Cortana a fost considerată „adevărata sa forță”, citând, de asemenea, capacitățile de interogare și caracteristicile de personalizare, dar menționând că nu era la fel de preventivă ca Google Now. Windows Aplicațiile de stoc 10 au fost lăudate pentru îmbunătățirea față de omologii lor Windows 8 și pentru acceptarea modurilor cu ferestre. Aplicația Xbox a fost, de asemenea, lăudată pentru funcționalitatea de streaming Xbox One, deși a recomandat utilizarea acesteia într-o rețea cu fir din cauza calității incoerente pe Wi-Fi. În concluzie, s-a susținut că „Windows  10 oferă cea mai rafinată experiență desktop de la Microsoft și totuși este mult mai mult decât atât. Este, de asemenea, un sistem de operare decent pentru tablete și este pregătit pentru o lume plină de dispozitive hibride. Și, cu excepția cazului o altă descumpănire, pare un pas semnificativ înainte pentru mobil. Heck, face Xbox One o mașină mai utilă. ” 
Ars Technica a accesat noua interfață a modului Tablet pentru a elimina farmecele și comutarea aplicației, făcând butonul Start mai greu de utilizat, cerând utilizatorilor să atingă butonul din partea stângă jos, mai degrabă decât în centrul ecranului, atunci când glisați cu un deget mare, și pentru a face comutarea aplicației mai puțin instantanee prin utilizarea Task View. Microsoft Edge a fost lăudat pentru că este „extrem de promițător” și „un browser mult mai bun decât a fost vreodată Internet Explorer”, dar l-a criticat pentru lipsa de funcționalitate la lansare. În concluzie, contrastarea Windows 8 ca fiind o platformă „fiabilă”, deși constă din concepte neterminate, Windows 10 a fost considerat „cel mai bun Windows de până acum” și a fost lăudat pentru că avea un concept general mai bun în capacitatea sa de a fi „confortabil și eficient” într-o gamă largă de factori de formă, dar că era mai prost decât versiunile anterioare de Windows lansa. ExtremeTech a considerat că Windows  10 a restricționat alegerile utilizatorilor, citând meniurile de setare mai opace, obligându-i pe utilizatori să renunțe la lățimea de bandă pentru distribuirea peer-to-peer a actualizărilor și pentru eliminarea controlului utilizatorului asupra funcțiilor specifice, cum ar fi actualizări, explicând că „se simte, încă o dată, ca și cum Microsoft ar fi luat semințele unei idei bune, cum ar fi furnizarea utilizatorilor actualizări de securitate în mod automat și ar fi împins accelerarea la maxim”. Windows 10 a primit, de asemenea, critici din cauza ștergerii fișierelor fără permisiunea utilizatorului după actualizări automate. 
Criticii au observat că Windows  10 pune accentul pe serviciile freemium și conține diverse facilități de publicitate. Unele magazine au considerat că acestea sunt un „cost” ascuns al ofertei gratuite de upgrade.  Exemple dintre acestea au inclus microtransacțiuni în jocuri la pachet, cum ar fi Microsoft Solitaire Collection ,  setări implicite care afișează promoții ale aplicațiilor „sugerate” în meniul Start , „sfaturi” pe ecranul de blocare care pot conține reclame,  anunțuri afișate în File Explorer pentru abonamentele Office 365 în Actualizatorii creatorilor, și diverse notificări publicitare afișate în mod implicit, care promovează Microsoft Edge atunci când nu este setat ca browser web implicit (inclusiv, într-o versiune din septembrie 2018, ferestre pop-up afișate pentru a întrerupe procesul de instalare al concurenților). 

### Cota de piață și vânzările
| Statistici despre cota de piață a computerelor Windows (din Windows) | Statistici despre cota de piață a computerelor Windows (din Windows) | Statistici despre cota de piață a computerelor Windows (din Windows) | Statistici despre cota de piață a computerelor Windows (din Windows) | Statistici despre cota de piață a computerelor Windows (din Windows) |
| -------------------------------------------------------------------- | -------------------------------------------------------------------- | -------------------------------------------------------------------- | -------------------------------------------------------------------- | -------------------------------------------------------------------- |
|                                                                      |                                                                      |                                                                      |                                                                      |                                                                      |
| Windows 10                                                           | Windows 10                                                           |                                                                      | 75,03%                                                               | 75,03%                                                               |
| Windows 7                                                            | Windows 7                                                            |                                                                      | 18,27%                                                               | 18,27%                                                               |
| Windows 8.1                                                          | Windows 8.1                                                          |                                                                      | 3,48%                                                                | 3,48%                                                                |
| Windows 8                                                            | Windows 8                                                            |                                                                      | 1,14%                                                                | 1,14%                                                                |
| Windows XP                                                           | Windows XP                                                           |                                                                      | 0,72%                                                                | 0,72%                                                                |
| Windows Vista                                                        | Windows Vista                                                        |                                                                      | 0,3%                                                                 | 0,3%                                                                 |
| Alte                                                                 | Alte                                                                 |                                                                      | 0,04%                                                                | 0,04%                                                                |
|                                                                      |                                                                      |                                                                      |                                                                      |                                                                      |

Până în august 2016, utilizarea Windows 10 a crescut, odată cu plata ,  timp ce în 2018, a devenit mai popular decât Windows 7  (deși Windows 7 era încă mai utilizat în unele țări din Asia și Africa în 2019). Începând din martie 2019 , sistemul de operare rulează pe peste 800 de milioane de dispozitive. 
La douăzeci și patru de ore de la lansare, Microsoft a anunțat că peste 14  milioane de dispozitive rulează Windows  10.  Pe 26 august, Microsoft a spus că peste 75 de  milioane de dispozitive rulează Windows  10, în 192 de  țări și pe peste 90.000 de PC-uri unice sau modele de tablete.  Potrivit lui Terry Myerson, existau peste 110  milioane de dispozitive care rulează Windows  10 începând cu 6 octombrie 2015.  La 4 ianuarie 2016, Microsoft a raportat că Windows  10 a fost activat pe peste 200 de  milioane de dispozitive de la sistemul de operare lansare în iulie 2015. 
Conform StatCounter, Windows 10 a depășit Windows 8.1 în decembrie 2015.  Islanda a fost prima țară în care Windows 10 a fost pe primul loc (nu numai pe desktop, ci pe toate platformele),  cu mai multe țări care urmează. Timp de o săptămână la sfârșitul lunii noiembrie 2016, Windows 10 a depășit primul rang din Windows 7 în Statele Unite, înainte de a-l pierde din nou.  Până în februarie 2017, Windows 10 pierdea cota de piață față de Windows 7. 
La jumătatea lunii ianuarie 2018, Windows 10 avea o cotă de piață globală ușor mai mare decât Windows 7,  cu atât mai popular în weekend,  timp ce popularitatea variază foarte mult în funcție de regiune, de exemplu Windows 10 era încă în urmă în Africa  și cu mult înainte în alte regiuni, de exemplu Oceania. 

### Actualizați modificările sistemului
Windows 10 Home este setat permanent pentru a descărca automat toate actualizările, inclusiv actualizări cumulative, patch-uri de securitate și drivere, iar utilizatorii nu pot selecta individual actualizările pentru a le instala sau nu.  Microsoft oferă un instrument de diagnosticare care poate fi folosit pentru a ascunde actualizările și a preveni reinstalarea acestora, dar numai după ce acestea au fost deja instalate, apoi dezinstalate fără a reporni sistemul.  Tom Warren de la The Verge a considerat că, având în vedere că browserele web precum Google Chrome au adoptat deja un astfel de sistem de actualizare automată, o astfel de cerință ar ajuta la menținerea tuturor Windows-urilor 10 dispozitive sunt sigure și au simțit că „dacă sunteți obișnuiți ca membrii familiei să vă cheme pentru asistență tehnică, deoarece nu au reușit să facă upgrade la cel mai recent pachet de service Windows sau unele programe malware au fost dezactivate de Windows Update, atunci acele zile se vor sfârși”. 
S-au exprimat îngrijorări cu privire la faptul că, din cauza acestor modificări, utilizatorii nu vor putea sări peste instalarea automată a actualizărilor care sunt defecte sau cauzează probleme cu anumite configurații de sistem - deși actualizările de construire vor fi, de asemenea, supuse testării beta publice prin intermediul programului Windows Insider.  Au existat, de asemenea, îngrijorări cu privire la faptul că instalarea forțată a actualizărilor de drivere prin Windows Update, unde anterior erau desemnate ca „opționale”, ar putea provoca conflicte cu driverele care au fost instalate independent de Windows Update. Un exemplu de astfel de situație a apărut înainte de lansarea generală a sistemului de operare, când un driver de placă grafică Nvidia care a fost împins automat în Windows 10 utilizatori prin Windows Update au cauzat probleme care au împiedicat utilizarea anumitor funcții sau au împiedicat deloc bootarea sistemului lor. 
Criticile s-au îndreptat și asupra deciziei Microsoft de a nu mai oferi detalii specifice privind conținutul actualizărilor cumulative pentru Windows 10.  La 9 februarie 2016, Microsoft a retras această decizie și a început să furnizeze note de lansare pentru actualizările cumulative pe site-ul web Windows. 
Unii utilizatori au raportat că, în timpul instalării actualizării din noiembrie, unele aplicații (în special programe utilitare precum CPU-Z și Speccy) au fost dezinstalate automat în timpul procesului de actualizare, iar unele programe implicite au fost resetate la valorile implicite specificate de Microsoft (cum ar fi aplicația Photos) , și Microsoft Edge pentru vizualizarea PDF), ambele fără avertisment. 
Au fost descoperite alte probleme la lansarea actualizării aniversare („Redstone”), inclusiv o eroare care a cauzat înghețarea unor dispozitive (dar abordată prin actualizarea cumulativă KB3176938, lansată la 31 august 2016),  și că modificările fundamentale ale modului în care Windows gestionează camerele web au făcut ca mulți să nu mai funcționeze. 
În iunie 2017, o versiune Redstone 3 Insider (RS_EDGE_CASE în PC și rs_IoT pe mobil) a fost lansată accidental atât utilizatorilor Insider, cât și celor care nu sunt Insider pe toate dispozitivele Windows 10, dar actualizarea a fost retrasă, Microsoft scuzându-se și lansând o notă pe Blogul Programului Windows Insider care descrie cum să împiedice instalarea construcției pe dispozitivul lor.  Potrivit Donei Sarkar , acest lucru s-a datorat „unei desfășurări involuntare a sistemului de inginerie care controlează care construiește / care sună pentru a împinge către interior”. 
Un analist Gartner a considerat că Windows 10 Pro devine din ce în ce mai inadecvat pentru a fi utilizat în mediile de întreprindere din cauza modificărilor politicii de asistență de la Microsoft, inclusiv a duratei ciclului de viață de actualizare orientat spre consumator și oferind doar suport extins pentru versiunile individuale la edițiile Enterprise și Education ale Windows 10. 
Criticii au recunoscut că actualizarea și practicile de testare ale Microsoft au afectat calitatea generală a Windows 10. În special, s-a subliniat faptul că departamentele de testare interne ale Microsoft au fost afectate în mod vizibil de o rundă majoră de concedieri întreprinse de companie în 2014. Microsoft se bazează pe în principal cu privire la testarea utilizatorilor și rapoartele de erori prin intermediul programului Windows Insider (care nu este întotdeauna de o calitate suficientă pentru a identifica o eroare), precum și corespondența cu OEM-urile și alte părți interesate. În urma bug-ului cunoscut de pierdere a datelor de redirecționare a folderelor din versiunea 1809, s-a subliniat că rapoartele de erori care descriu problema au fost prezente pe Feedback Hubpentru câteva luni înainte de lansarea publică. În urma incidentului, Microsoft a actualizat Feedback Hub astfel încât utilizatorii să poată specifica severitatea unui anumit raport de erori. Când a anunțat reluarea lansării 1809, Microsoft a declarat că intenționează să fie mai transparentă în gestionarea calității actualizărilor în viitor, printr-o serie de postări pe blog care vor detalia procesul de testare și dezvoltarea planificată a unui „tablou de bord” care va indicați progresul lansării actualizărilor viitoare. 

### Practici de distribuție
Microsoft a fost criticat pentru tacticile pe care le-a folosit pentru a-și promova campania gratuită de upgrade pentru Windows 10, inclusiv comportamente de tip adware  folosind interfețe de utilizator înșelătoare pentru a convinge utilizatorii să instaleze sistemul de operare,  descărcarea fișierelor de instalare fără consimțământul utilizatorului,  și ceea ce face dificil pentru utilizatori să suprime publicitatea și notificările în cazul în care nu doresc să treacă la 10.  oferta de actualizare a fost comercializat și inițiat utilizând aplicația „Obțineți Windows 10” (GWX), care a fost descărcată și instalată pentru prima dată prin Windows Update în martie 2015.  Cheile de registry și politicile de grup ar putea fi utilizate pentru a dezactiva parțial mecanismul GWX, dar instalarea patch-urilor în software-ul GWX prin Windows Update ar putea reseta aceste chei înapoi la valorile implicite și, astfel, să reactiveze software-ul.  Au fost create, de asemenea, programe terțe pentru a ajuta utilizatorii să aplice măsuri de dezactivare a GWX. 
În septembrie 2015, s-a raportat că Microsoft declanșează descărcări automate de fișiere de instalare Windows 10 pe toate sistemele compatibile Windows 7 sau 8.1 configurate pentru a descărca și instala automat actualizări, indiferent dacă au solicitat sau nu în mod specific actualizarea. Microsoft a confirmat oficial modificarea, susținând că este „o practică din industrie care reduce timpul de instalare și asigură pregătirea dispozitivului”. Această mișcare a fost criticată de utilizatorii cu limite de date sau de dispozitive cu capacitate de stocare redusă, deoarece resursele au fost consumate de descărcările automate de până la 6 GB de date. Alți critici au susținut că Microsoft nu ar fi trebuit să declanșeze nicio descărcare a fișierelor de instalare Windows 10 fără acordul utilizatorului. 
În octombrie 2015, Windows 10 a început să apară ca o actualizare „Opțională” pe interfața Windows Update, dar preselectată pentru instalare pe unele sisteme. Un purtător de cuvânt al Microsoft a spus că aceasta a fost o greșeală și că descărcarea nu va mai fi preselectată în mod implicit.  Cu toate acestea, la 29 octombrie 2015, Microsoft a anunțat că intenționează să clasifice Windows 10 ca o actualizare „recomandată” în interfața Windows Update, cândva în 2016, ceea ce ar determina o descărcare automată a fișierelor de instalare și o solicitare unică, cu o alegere de instalat pentru a apărea. În decembrie 2015, s-a raportat că începuse să apară un nou dialog publicitar, care conținea doar butoanele „Upgrade acum” și „Upgrade tonight” și nici o metodă evidentă de refuzare a instalării în afară de butonul de închidere. 
În martie 2016, unii utilizatori au susținut, de asemenea, că dispozitivele lor Windows 7 și 8.1 au început automat să facă upgrade la Windows 10 fără consimțământul lor.  În iunie 2016, comportamentul dialogului GWX s-a schimbat pentru a face ca închiderea ferestrei să implice un consimțământ pentru o actualizare programată.  În ciuda acestui fapt, un editor InfoWorld a contestat afirmațiile că actualizările au început fără niciun consimțământ; testarea a arătat că actualizarea la Windows 10 va începe numai după ce utilizatorul acceptă acordul de licență al utilizatorului final(EULA) prezentat de programul său de instalare, iar faptul că nu ar face acest lucru ar determina în cele din urmă Windows Update să expire cu o eroare, oprind astfel încercarea de instalare. S-a ajuns la concluzia că este posibil ca acești utilizatori să fi făcut clic, fără să știe, pe promptul „Accept” fără să știe deplin că acest lucru va începe actualizarea.  În decembrie 2016, directorul de marketing al Microsoft, Chris Capossela, a recunoscut că compania „a mers prea departe” folosind această tactică, afirmând: „știm că vrem ca oamenii să ruleze Windows 10 dintr-o perspectivă de securitate, dar găsind dreptul echilibrul în care nu depășești linia de a fi prea agresiv este ceva pe care l-am încercat și pentru o mare parte a anului cred că am reușit ”. 
La 21 ianuarie 2016, Microsoft a fost trimisă în judecată în fața instanței de reclamații mici de către un utilizator al cărui computer a încercat să facă upgrade la Windows 10 fără consimțământul ei la scurt timp după lansarea sistemului de operare. Actualizarea a eșuat, iar computerul ei a fost lăsat într-o stare defectă după aceea, ceea ce a afectat capacitatea de a conduce agenția de turism. Instanța a decis în favoarea utilizatorului și i-a acordat daune în valoare de 10.000 USD, dar Microsoft a făcut recurs. Cu toate acestea, în mai 2016, Microsoft a renunțat la apel și a ales să plătească daunele. La scurt timp după ce procesul a fost raportat de Seattle Times , Microsoft a confirmat că actualizează din nou software-ul GWX pentru a adăuga opțiuni mai explicite pentru a renunța la o actualizare gratuită de Windows 10; notificarea finală a fost o fereastră pop-up cu ecran complet care avertiza utilizatorii cu privire la sfârșitul iminent al ofertei gratuite de upgrade și conținea „Amintește-mi mai târziu”, „Nu mă mai anunță” și „Notifică-mă încă de trei ori” ca opțiuni. 
În martie 2019, Microsoft a anunțat că va afișa notificări care informează utilizatorii de pe dispozitivele Windows 7 cu privire la viitorul sfârșit de asistență extinsă pentru platformă și va direcționa utilizatorii către un site web care îi îndeamnă să facă upgrade la Windows 10 sau să cumpere hardware nou. Această casetă de dialog va fi similară cu solicitările anterioare de actualizare Windows 10, dar nu va menționa în mod explicit Windows 10.

### Confidențialitate și colectarea datelor
Avocații confidențialității și alți critici și-au exprimat îngrijorarea cu privire  la politicile de confidențialitate ale Windows 10 și la colectarea și utilizarea datelor clienților.  Sub setările implicite „Express”, Windows  10 este configurat pentru a trimite diverse informații către Microsoft și alte părți, inclusiv colectarea de contacte ale utilizatorilor, date din calendar și „date de intrare asociate” pentru a personaliza „vorbirea, tastarea și cerneala” introducere ”, tastare și cerneală de date pentru a îmbunătăți recunoașterea, permițând aplicațiilor să utilizeze un„  ID publicitar ”unic pentru analize și personalizare publicitară (funcționalitate introdusă de Windows 8.1)  și permite aplicațiilor să solicite datele de localizare ale utilizatorului și să trimită aceste date către Microsoft și „parteneri de încredere” 8 au avut setări similare, cu excepția faptului că colectarea datelor de locație nu a inclus „parteneri de încredere” ). Utilizatorii pot renunța la majoritatea acestei colecții de date,  dar datele de telemetrie pentru raportarea și utilizarea erorilor sunt, de asemenea, trimise către Microsoft, iar acest lucru nu poate fi dezactivat în edițiile non-Enterprise de Windows  10.  Confidențialitatea Microsoft politica afirmă, totuși, că datele de telemetrie la nivel „de bază” sunt anonimizate și nu pot fi utilizate pentru a identifica un utilizator sau un dispozitiv individual. Utilizarea Cortana necesită, de asemenea, colectarea de date ”, cum ar fi locația computerului dvs., datele din calendarul dvs., aplicațiile pe care le utilizați, datele din e-mailurile și mesajele text, către cine sunați, contactele dvs. și cât de des interacționați cu acestea pe PC ”pentru a-și personaliza funcționalitatea. 
Scriitorul Rock Paper Shotgun , Alec Meer, a susținut că intenția Microsoft pentru această colectare de date este lipsită de transparență, afirmând că „nu există nicio lume în care 45 de pagini de documente de politică și setări de renunțare să fie împărțite în 13 ecrane de setări diferite și un site web extern să constituie transparența reală '. ”  Joel Hruska de la ExtremeTech a scris că „compania care ne-a aduscampania„ Scroogled ”acum îți înmulțește datele în moduri care ar face Google geloasă”.  Cu toate acestea, s-a subliniat, de asemenea, că cerința pentru o utilizare atât de vastă a datelor clienților a devenit o normă, citând dependența sporită de cloud computingși alte forme de procesare externă, precum și cerințe similare de colectare a datelor pentru servicii pe dispozitive mobile precum Google Now și Siri.  În august 2015, politicianul rus Nikolai Levichev a cerut  interzicerea utilizării Windows 10 în cadrul guvernului rus , deoarece trimite datele utilizatorilor către servere din Statele Unite. Guvernul rus a adoptat o lege federală care impune tuturor serviciilor online să stocheze datele utilizatorilor ruși pe serverele din țară până în septembrie 2016 sau să fie blocate.  Scriind pentru ZDNet , Ed Bott a spus că lipsa reclamațiilor întreprinderilor cu privire la confidențialitatea din Windows 10 au indicat „cât de normale sunt aceste condiții de confidențialitate în 2015”.  Într-un editorial Computerworld , Preston Gralla a spus că „tipul de informații pe care Windows  10 le adună nu diferă de ceea ce adună alte sisteme de operare. Dar Microsoft este menținut la un standard diferit față de alte companii”. 
Acordul Microsoft Services prevede că serviciile online ale companiei pot „descărca automat actualizări software sau modificări de configurație, inclusiv cele care vă împiedică să accesați Serviciile, să jucați jocuri contrafăcute sau să utilizați dispozitive periferice hardware neautorizate”. Criticii au interpretat această afirmație ca implicând că Microsoft va căuta și șterge software-ul fără licență instalat pe dispozitivele care rulează Windows  10.  Cu toate acestea, alții au subliniat că acest acord a fost specific pentru serviciile online Microsoft, cum ar fi contul Microsoft, Office 365 , Skype, ca precum și Xbox Live și că pasajul ofensator se referea cel mai probabil la gestionarea drepturilor digitale pe consolele Xboxși jocuri de primă parte, și nu planuri de poliție jocuri video piratate instalate pe computerele Windows  10.  În ciuda acestui fapt, unii trackere torrent au anunțat planuri de blocare a  utilizatorilor Windows 10, susținând, de asemenea, că sistemul de operare ar putea trimite informații grupurilor anti-piraterie afiliate Microsoft.  Scriind despre aceste acuzații, Ed Bott de la ZDNet a comparat politica de confidențialitate a Microsoft cu cea a Apple și Google și a concluzionat că „[nu] a văzut nimic care seamănă de la distanță cu Big Brother ”.  Columnistul Kim Komandoa susținut că „Microsoft ar putea efectua în viitor scanări și să dezactiveze software-ul sau hardware-ul pe care le consideră o amenințare pentru securitate”, în conformitate cu  politica de actualizare Windows 10. 
În septembrie 2019, Microsoft a ascuns opțiunea de a crea un cont local în timpul unei noi instalări dacă un computer este conectat la internet. Această mișcare a fost criticată de utilizatorii care nu doreau să utilizeze un cont Microsoft online. 
La sfârșitul lunii iulie 2020, Windows Defender a început să clasifice modificările fișierului hosts care blochează serverele de telemetrie Microsoft ca fiind un risc sever de securitate.

## Durata instalării sistemului de operare Windows 10
Instalarea pe un dispozitiv durează între 15 minute și o oră, această durată depinzând de performanța dispozitivului respectiv.
Windows 10 a putut fi instalat pe sistemele cu Windows 7 sau cu Windows 8.1 în mod gratuit până pe 29 iulie 2016.